# Absolute Krone

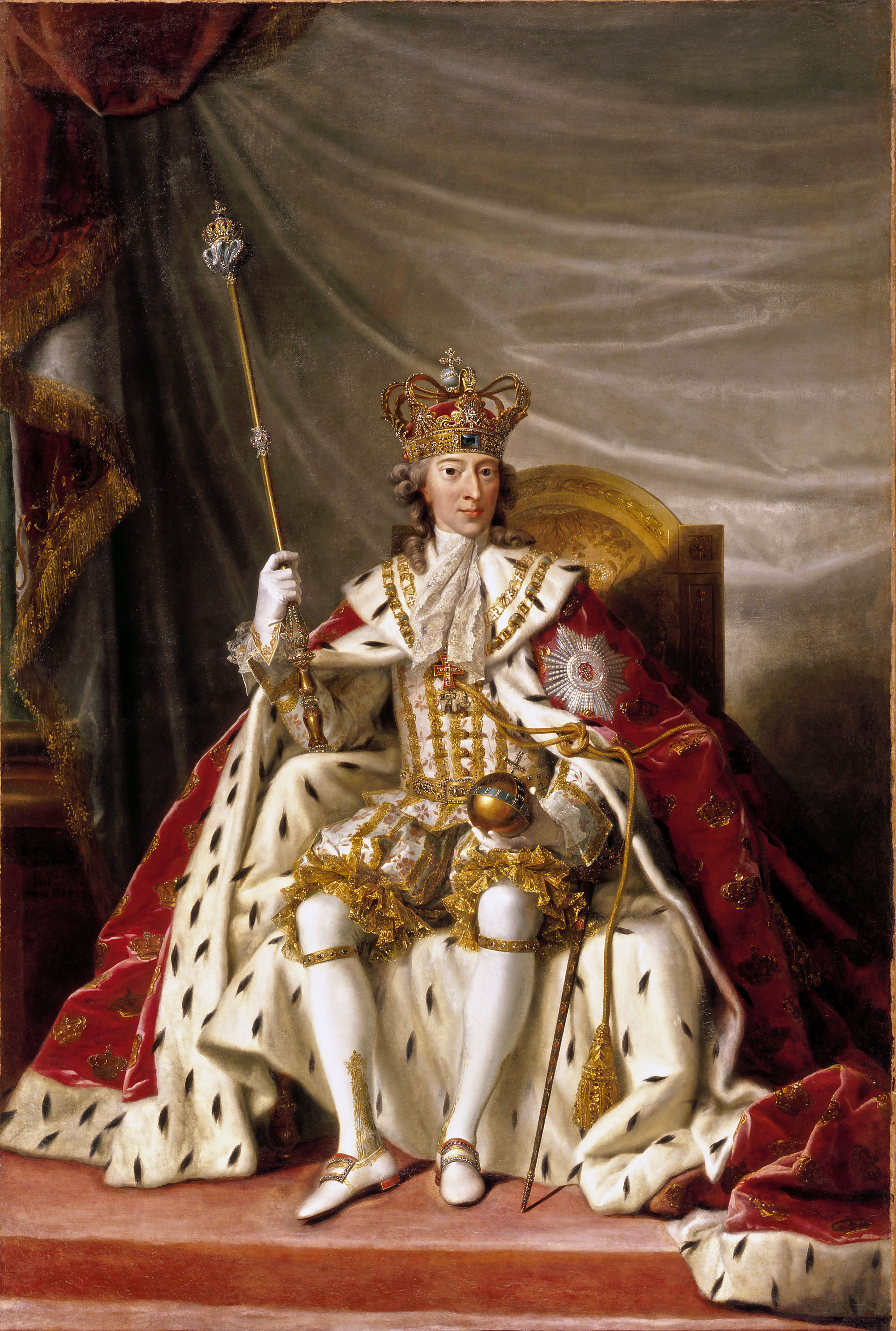
Christian VII. mit Absoluter Krone und Reichsinsignien als Ausdruck seiner uneingeschränkten Herrschaft. Das Gemälde entstand 1789, als der psychisch gestörte König bereits unter der Vormundschaft des Kronprinzen stand.

Die Absolute Krone (auch Krone Christians V.) ist seit 1671 die offizielle Krone des Königreichs Dänemark. Sie wurde von König Friedrich III. für seinen Sohn Christian V. in Auftrag gegeben, nachdem 1660 die Einführung der absoluten Erbmonarchie geglückt war.
Die Absolute Krone wurde zwar anlässlich einer Salbung getragen, allerdings nie für einen rituellen Krönungsakt selbst verwendet. Da die Königswürde nun durch Erbrecht übertragen wurde, – d. h. ohne Beteiligung des Adels oder der Reichsstände (siehe Königswahl), – wurde die Krönung durch den religiösen Weiheritus der Salbung ersetzt. Die Salbung wurde mit dem Ende des Absolutismus (Verfassung von 1849) obsolet. Seitdem findet die Krone nur noch bei der Aufbahrung eines verstorbenen Monarchen am Castrum doloris Verwendung.
Die Absolute Krone befindet sich mit den anderen dänischen Kronjuwelen in der Schatzkammer von Schloss Rosenborg in Kopenhagen.

## Gestaltung

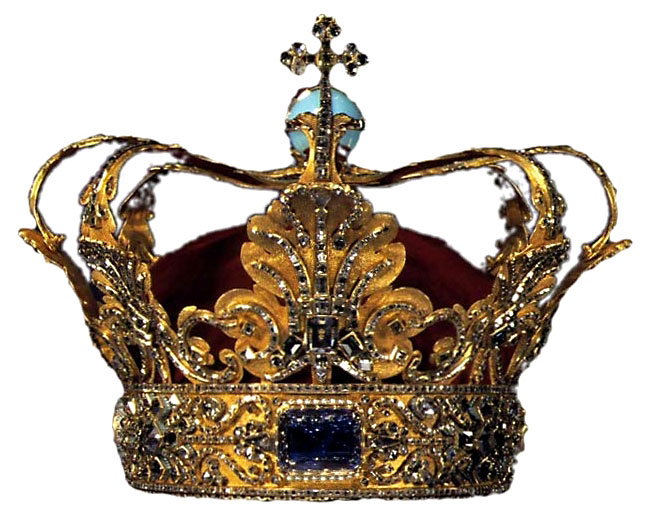
Die Absolute Krone.

Angefertigt wurde die Krone 1670/71 von Paul Kurtz. Sie besteht aus Gold, Email und geschliffenen Edelsteinen. Die Krone ist 21 cm hoch und misst etwa 25 cm im Durchmesser bei einem Gesamtgewicht von 2080 Gramm. Der Kronreif trägt vier große Edelsteine. Auf Vorder- und Rückseite zwei Saphire von 84 und 144 Karat und an den Seiten einen Rubin von 90 und einen Spinell von 107 Karat. In den Zwischenräumen zwischen den Steinen trägt der Kronreif ein aus Diamanten gebildetes Rankenornament, das aus der Mitte aus einem Stern ausgehend in S-förmigen Voluten in Diamantblüten endet.
Über dem Reif setzen acht Zinken an, die die Form eines breiten Blatts besitzen und durch volutenförmig auslaufende Blattenden über dem Reif miteinander verbunden sind. Diese Blattzinken sind durch ein strahlenförmiges Ornament verziert, das aus großen Diamanten oder Diamantrosetten in der Blattmitte entspringt. Sie sind stark nach außen gewölbt. An ihren Spitzen setzen die Bügel an, die wie schmale Blätter geformt und mit Diamanten belegt sind. Die Bügel biegen oberhalb der Blattenden volutenförmig ein und dellen sich zum Scheitelpunkt leicht, wo sie Globus und Kreuz tragen. Der blau emaillierte Globus trägt Bänder aus Diamanten an der Äquatorlinie und radial von Vorder- zur Rückseite sowie rechtwinklig dazu auf der Oberseite. Das Kreuz ist aus Diamanten gebildet und hat an den Enden die Form von Kleeblättern.